# バルトリハリ
バルトリハリ（梵: Bhartṛhari, भर्तृहरि)は、インドの詩人、文法学者。5世紀ごろの人物とされており、サンスクリット語の著作が伝承されているが、詩と文法学はそれぞれ別人の業績とする説もある。バルトリハリの人物像については数多くの伝説が残されている。
7世紀のインドに渡りナーランダ僧院に学んだ唐僧義浄の『南海寄帰内法伝(なんかい ききないほうでん)』に、文法学者バルトリハリについての記述がある。
義浄によれば、バルトリハリは文法学者パーニニについてのパタンジャリの注釈書『マハーバーシュヤ』を研究したとされ、言語哲学書『ヴァーキヤ・パディーヤ (Vākya-padīya) 文章単語論（三章篇）』を書いたとされる。この書で、宇宙の根本原理は言語ブラフマンであり，諸現象はその仮現であるとしている。バルトリハリの主張は「言葉はブラフマンである」という宣言だと言えよう。
また、詩人としてのバルトリハリの作品は、10世紀から14世紀にかけて3種の『シャタカ (Shataka) (百頌の詩集)』としてまとめられた。天国へ至る道についての『離欲百頌』、世俗の交際についての『処世百頌』、恋愛についての『恋愛百頌』の三つがあり『シャタカ トラヤ (Śatakatraya) (三百頌)』と呼ばれる。17世紀にはアブラハム・ローゲルがオランダ語に翻訳、ヨーロッパにも伝わった。

## 著作（主な日本語研究）
- 上村勝彦『インドの詩人―バルトリハリとビルハナ』春秋社、1982年。 NCID BN02072642。- 『三百頌』の翻訳、論考「バルトリハリの伝説と作品」を収録
  - 新装版『夢幻の愛 インド詩集』春秋社、1998年。ISBN 978-4393132760。- 他はビルハナ恋愛詩集
- 赤松明彦訳・注解『古典インドの言語哲学』 全2巻、平凡社〈東洋文庫〉、1998年。ISBN 978-4256194652, 978-4256194669 - 『ヴァーキヤ・パディーヤ』の翻訳を収録（電子書籍版も刊）